# Odorrana chapaensis
Odorrana chapaensis är en groddjursart som först beskrevs av Bourret 1937.  Odorrana chapaensis ingår i släktet Odorrana och familjen egentliga grodor. IUCN kategoriserar arten globalt som nära hotad. Inga underarter finns listade i Catalogue of Life.